# Sandrine Mainville
Sandrine Mainville (n. 20 martie 1992, Boucherville, provincia Québec, Canada) este o înotătoare canadiană, medaliată olimpică. A participat la o ediție a Jocurilor Olimpice (2016) în care a câștigat o medalie de bronz.